# Colobocentrotus pedifer
Colobocentrotus pedifer is een zee-egel uit de familie Echinometridae.
De wetenschappelijke naam van de soort werd in 1825 gepubliceerd door Henri Marie Ducrotay de Blainville.